# دايزن مايدا
دايسين مايدا (باليابانية: 前田 大然) (20 أكتوبر 1997 في أوساكا في اليابان – )؛ هو لاعب كرة قدم ياباني سابق كان يلعب كمهاجم.

## وصلات خارجية
- دايزن مايدا على موقع الاتحاد الأوربي (الإنجليزية)
- دايزن مايدا على موقع رابطة كرة القدم اليابانية للمحترفين (اليابانية)
- دايزن مايدا على موقع إي إس بي إن إف سي (الإنجليزية)
- دايزن مايدا على موقع قاعدة بيانات كرة القدم.إي يو (الإنجليزية)
- دايزن مايدا على موقع ليكيب (الفرنسية)
- دايزن مايدا على موقع ناشيونال فوتبول تيمز (الإنجليزية)
- دايزن مايدا على موقع Soccerbase.com (لاعب) (الإنجليزية)
- دايزن مايدا على موقع Soccerway.com (الإنجليزية)
- دايزن مايدا على موقع عالم كرة القدم.نت (الإنجليزية)
- دايزن مايدا على موقع أوليمبيديا (الإنجليزية)